# Пражешти (Мађирешти)
Пражешти (рум. Prăjești) насеље је у Румунији у округу Бакау у општини Мађирешти. Oпштина се налази на надморској висини од 437 m.

## Становништво
Према подацима из 2002. године у насељу је живело 666 становника, од којих су сви румунске националности.